# James Thomas
James Thomas, född 11 mars 1785 i St. Mary's County, Maryland, död 25 november 1845 i Saint Mary's County, Maryland, var en amerikansk politiker. Han var guvernör i delstaten Maryland 1833–1836.
Thomas avlade 1807 läkarexamen vid University of Pennsylvania. Den 24 januari 1808 gifte han sig med Elizabeth Coates. Han var fredsdomare i Saint Mary's County 1808–1812 och deltog i 1812 års krig som major i Marylands milis. Thomas var länge verksam som läkare i St. Mary's County. I delstatens senat satt han 1824–1830.
Thomas efterträdde 1833 George Howard som guvernör. Han hade valts till ämbetet som nationalrepublikanernas kandidat och gick sedan med i det nya whigpartiet. Martin efterträddes 1836 av partikamraten Thomas Veazey. Anglikanen Thomas avled 1845 och gravsattes på en familjekyrkogård i St. Mary's County.